# محوطه بوروخ تپه
محوطه بوروخ تپه مربوط به مس و سنگ است و در شهرستان ابهر، بخش سلطانیه، دهستان سلطانیه، حدود ۲ کیلومتری غرب روستای یوسف آباد واقع شده و این اثر در تاریخ ۲۶ دی ۱۳۸۶ با شمارهٔ ثبت ۲۰۵۵۱ به‌عنوان یکی از آثار ملی ایران به ثبت رسیده است.